# Glushenkov TVD-20
Il Glushenkov TVD-20, o Omsk TVD-20 (in cirillico ТВД-20) è un motore aeronautico turboelica progettato dall'OKB 29, in quel momento diretto da Viktor Stepanovič Paŝenko e che aveva rilevato Valentin Andreevič Glušenkov, e sviluppato in Unione Sovietica negli anni settanta.
Progettato per equipaggiare velivoli leggeri destinati all'aviazione civile da trasporto viene attualmente prodotto, nelle versioni più recenti, dall'azienda russa ОАО OMKB, nota nella bibliografia in lingua inglese come Omsk Engine Design Bureau (OMKB / OEDB).

## Versioni
- ТVD-20-01 (ТВД-20-01): prima versione avviata alla produzione utilizzata nell'Antonov An-3.
- ТVD-20-01B (ТВД-20-01Б): versione utilizzata nell'Antonov Аn-3Т.
- TVD-20-01BM (ТВД-20-01БМ) :versione utilizzata nell'Antonov Аn-3Т-200.
- TVD-20M (ТВД-20М):Destinato per l'installazione sul Myasishchev M-101T.
- TVD-20B (ТВД-20В):Versione turboalbero.
- TVD-20-03 (ТВД-20-03):versione basata sui motori ТVD-10B e Omsk VSU-10 caratterizzata dall'installazione inversa alle altre versioni e destinata all'installazione sui bimotori Antonov An-38.
- TVD-20-03B (ТВД-20-03Б):versione utilizzata nell'Antonov Аn-38-200.

## Aerodine utilizzatrici
- Aeroprogress T-101V Gratch (TVD-20M)
- Antonov An-3
- Antonov An-38
- Myasishchev M-101T
- Myasishchev M-102 Duet (TVD-20M)